# Aishiteruze Baby
Aishiteruze Baby (愛してるぜベイベ★★?) es una serie de anime basada en el manga creado por Maki Youko (槙ようこ), quien mostró por primera vez su trabajo en Ribon. La serie de anime fue exhibida en Animax en abril de 2004, y completó sus 26 episodios. Las canciones de opening ("Sunny Side Up") y ending ("Nennensaisai") son ambas interpretadas por Hitoto Yo.
Aishiteruze Baby es una serie de shōjo que gira en torno de la vida de Katakura Kippei, un estudiante de secundaria que repentinamente se convirtió en padre de su prima pequeña Sakashita Yuzuyu, cuando su madre desaparece.

## Argumento
Aishiteruze baby es una serie shojo que gira en torno a la vida de Kippei Katakura, quien es un chico muy popular de secundaria; y que normalmente coquetea con cualquier chica que ve, sin pensar en sus sentimientos.
Su vida da un giro cuando un día queda a cargo de la custodia temporal de su prima menor, Yuzuyu quien tiene cinco años de edad. Kippei se convence de que debe aprender a convertirse en la "madre” que necesita a partir de ese momento. Como Kippei aprende a cuidar de Yuzuyu, también aprende a interpretar los sentimientos de Kokoro, una tranquila chica en su escuela, ella también tiene algo en su ser que la hace ocuparse de este.

## Personajes
Kippei Katakura  (片倉 結平 , Katakura Kippei??)

Voz: Daisuke Fujita
Kippei es un joven al que le gustan mucho las chicas, un típico don Juan, pero a la vez es bastante comprensivo, de personalidad amistosa lo que lo hace muy popular en la escuela, algo tonto y no tiene idea de lo que le golpeó cuando se le dijo que debe empezar a tomar el cuidado de Yuzuyu, su prima de 5 años . Al principio no sabe como tratar a Yuzuyu , ya que su madre la ha abandonado ni como prepararla para ir al parvulario (jardín de niños) pero él lo toma a la ligera y la lleva , le manda con un onigiri gigantesco con mal aspecto lo que hace que los niños se burlen de ella y se sienta sola . Después de eso Kippei se da cuenta de los sentimientos de Yuzuyu con respecto a su madre y la consuela, desde ese momento se hacen más cercanos y le entran ganas de querer cuidarla,  a medida que el tiempo va pasando él va encariñándose con ella. Cuando se da cuenta de que el cuidado de Yuzuyu es un trabajo a tiempo completo, él deja caer sus maneras promiscuas. A medida que la historia avanza, Kippei madura rápidamente en un "padre responsable", asegurándose de que Yuzuyu es su máxima prioridad. No sólo Kippei se despierta temprano todos los días para hacer el almuerzo Yuzuyu, que la camina hacia y desde su preescolar. Además, se preocupa por el bienestar psicológico de Yuzuyu en ausencia de su madre.
Yuzuyu Sakashita (坂下 ゆずゆ Sakashita Yuzuyu?)

Voz: Miyū Tsuzurahara
Yuzuyu ("Yuzu" para abreviar) es una burbujeante niña que hace su mejor intento para vivir sin su madre. Ella es fácil de llevarse bien con todos. En un principio, Yuzuyu le dice a Satsuki que quiere casarse con Kippei cuando crezca. Ella es muy protectora de Kippei, pero realmente sólo quiere que él sea feliz. Durante toda la serie, Yuzuyu lucha con la ausencia de su madre y su deseo de estar con ella. Esto está en contradicción con su deseo de estar con Kippei. Al final del volumen 7 vemos como ella, adolescente ya, le había escrito una carta a Kippei.
Kokoro Tokunaga (徳永 心 Tokunaga Kokoro?)

Voz: Fumina Hara
Kokoro es la futura novia de Kippei. Ella es tranquila, y bastante solitaria, ya que perdió a su madre a una edad temprana debido a esto ella tiene una personalidad reservada. A pesar de ser una chica tranquila y que al principio se mostraba distante e indiferente en especial con Kippei, en realidad es bastante cariñosa, comprensiva y también le da consejos y ayuda a Kippei a entender mejor los sentimientos de Yuzuyu. también se ha demostrado que puede llegar a ser muy valiente como cuando salvo a Yuzuyu de ser atropellada por un camión. Su padre rápidamente se volvió a casar y dejó a Kokoro para defenderse en un lujoso apartamento, creyendo que porque ella estaba tranquila, preferiría vivir sola este no es el caso, sin embargo,  se siente muy sola viviendo sola con nadie más en quien confiar. Aunque inicialmente Kokoro desprecia a Kippei por sus maneras promiscuas. Sin embargo, después de ver lo suave que es y cuánto se preocupa por Yuzuyu, Kokoro empieza a enamorarse de él. Kokoro simpatiza con Yuzuyu y entiende la responsabilidad de Kippei para Yuzuyu. Como tal, ella le permite escapar con un montón de comportamiento idiota. Al final del volumen seis, por un breve tiempo, Kokoro cree que está embarazada, sólo para descubrir que era una falsa alarma. Sin embargo, ella admite a Kippei que ella había esperado que ella estaba embarazada, a pesar de los problemas que surgirían, porque significaría que ella podría pasar más tiempo con él. Poco después, Kokoro se muda con la familia de Kippei. Al final del manga, Kokoro y Kippei están viviendo con sus padres y está implícito que están casados. Su nombre significa "corazón".
Misako Katakura (片倉 三沙子 Katakura Misako?)

Voz: Shizuka Okohira
Es la madre de Kippei. Ella es un guardia de cruce escolar, entre otras cosas. Ella le enseñó a Kippei como hacer Onigiri (bolas de arroz) para Yuzuyu. Ella es la hermana mayor de la tía Miyako.
Reiko Katakura (片倉 鈴子 Katakura Reiko?)

Voz: Kumiko Endou
Es la hermana mayor de Kippei, quien tiene el control. Ella es una cosmetóloga, y todos en la familia de Kippei siguen sus órdenes. Sin embargo, tiene un secreto para sí misma: que ella no puede tener hijos. Ella es conocida por sus elegantes trajes y las uñas.
Miyako Sakashita (坂下 都 Sakashita Miyako?)

Voz: Chie Hirano
Es la madre de Yuzuyu. Su marido había fallecido recientemente y ella lleva el cuidado de Yuzuyu por sí misma más de lo que podría manejar puesto que le abandona. Ella es la hermana menor de Misako. Ella se hace cargo de Yuzuyu en la final del manga.
Satsuki Katakura (片倉 皐 Katakura Satsuki?)

Voz: Masami Suzuki
Satsuki es de 12 años de edad y es el hermano de Kippei. Él mide 156 cm. Parece de pocas emociones y muy inteligente, así como de un modo extraño. Él realmente no es como los niños, pero se lleva muy bien con Yuzuyu. Satsuki también tiene un gran parecido con su madre. Él recibe una novia, Ayumi, cerca del final de la historia.
Aki Kagami (鏡 亜希 Kagami Aki?) y Mai Motoki (元木 舞 Motoki Mai?)

Voz: Aki - Maki Saitō y Mai - Fuyuka Ōura
Son las amigas de Kokoro. Por lo general muestran una actitud amarga hacia Kippei y no aprueban la relación de Kokoro con Kippei, especialmente Aki. Pero en realidad sólo quieren lo mejor para Kokoro. Aki está enamorada de Shin.
Miki Sakashita (坂下 ミキ Sakashita Miki?)

Voz: Mika Doi
Miki es la prima de Yuzuyu. En el Tomo 4 del manga, se trata mayormente de Miki. En el manga, ella tiene un cuchillo, mientras que en el anime, tiene una cadena de bicicleta. Miki asistió a una prestigiosa escuela, pero fue testigo de que un maestro golpea a su estudiante. Cuando ella le dijo a su maestro, este le dijo que no se metiera. Fue acosada por sus compañeros y profesores, pero se negó a decirle a sus padres. Ella trato de llevar a Yuzuyu a la residencia Katakura con el fin de reemplazarse a sí misma, y luego intento el suicidio. (En el anime tiene la intención de saltar de un edificio, en la manga, usa un cuchillo.) Al final, todo se resuelve con ella y sus padres. Poco después, ella aparece de nuevo en el Volumen 6 del manga. Al parecer tiene sentimientos por Kippei.
Marika (まりか?) y Ken (健?)

Voz: Marika - Aoi Yūki y Ken - Yuutaro Motoshiro
Son amigos de Yuzuyu en el jardín de niños. Marika puede ser bastante creída y solamente tiene 5 años de edad, encima se enamora de Kippei. Ken puede ser amable y fuerte, todos ellos son buenos amigos.
Shin Tabata (田端 芯 Tabata Shin?)

Voz: Makoto Ueki
Compañero de clase de Kippei. Él y Aki tienen sentimientos el uno para el otro aunque no se vea mucho.
Nattsu (ナッツ Nattsu?)

Voz: Akiko Kawase
Es su exnovia (por decirlo así) con quien jugueteaba Kippei. Nattsu tiene fuertes sentimientos por Kippei pero este cambia extremadamente su forma de ser, se hace un poco más responsable pero, esto, no le agrada a Nattsu quien lo quiere tal y como él era antes.
Aya Oga (大賀 綾 Ōga Aya?) y Akari Oga (大賀 あかり Ōga Akari?)

Voz: Aya - Koumi Yoshida y Akari - desconocida
Akari y Aya son más o menos de la misma posición que Kippei y Yuzuyu - Los padres de Akari trabajan todo el día, obligándola a cuidar a su hermana pequeña, Aya es la compañera de clase de Yuzuyu y Akari es de la misma clase que Kippei. Akari confía en Kippei, entre otras cosas, se ayudan mutuamente en sus problemas. 
Ayumi Kubota (久保田 あゆみ Kubota Ayumi?)

Voz: Saeko Chiba
Ayumi es una modelo de publicidad (mide 160 cm) y es la compañera de clase de Satsuki, está enamorada de él, pero esta es indecisa porque piensa que a él no le gusta las chicas con el pelo largo, altas y que sean modelos, pero lo que piensa es incorrecto. Casi al final de la serie se enamoran y entran en una relación de pareja.

## Media

### Manga
El manga Aishiteruze baby fue escrito e ilustrado por Yoko Maki. Fue serializada por Shueisha, es un manga shōjo (destinado a los adolescentes), la revista manga Ribon publicó desde abril de 2002 hasta enero de 2005. Los capítulos de la serie se recogieron en siete volúmenes tankōbon tankōbon bajo el Ribon Mascot Comics imprint. Es licenciada en América del Norte por Viz Media, que ha publicado los siete volúmenes en inglés a partir de abril de 2006. También es licenciado en Génération Comics por Francia, en Italia por Panini Comics, en Alemania por Tokyopop Germany, y en Corea del Sur por el Seoul Media Group.
| # | Japón                   | Japón              | Estados Unidos         | Estados Unidos     |
| # | Fecha de lanzamiento    | ISBN               | Fecha de lanzamiento   | ISBN               |
| - | ----------------------- | ------------------ | ---------------------- | ------------------ |
| 1 | 15 de noviembre de 2002 | ISBN 4-08-856416-2 | 4 de abril de 2006     | ISBN 1-4215-0711-0 |
| 2 | 15 de abril de 2003     | ISBN 4-08-856452-9 | 6 de junio de 2006     | ISBN 1-4215-0569-X |
| 3 | 8 de agosto de 2003     | ISBN 4-08-856484-7 | 1 de agosto de 2006    | ISBN 1-4215-0570-3 |
| 4 | 15 de enero de 2004     | ISBN 4-08-856515-0 | 3 de octubre de 2006   | ISBN 1-4215-0571-1 |
| 5 | 14 de mayo de 2004      | ISBN 4-08-856536-3 | 4 de diciembre de 2006 | ISBN 1-4215-0572-X |
| 6 | 15 de octubre de 2004   | ISBN 4-08-856565-7 | 6 de febrero de 2007   | ISBN 1-4215-1005-7 |
| 7 | 15 de marzo de 2005     | ISBN 4-08-856594-0 | 3 de abril de 2007     | ISBN 1-4215-1006-5 |

### Anime
Aishiteruze baby fue adaptado en una serie de anime de televisión por TMS Entertainment y Animax. Fue dirigida por Masaharu Okuwaki, con musicalización dirigida por Miki Kasamatsu, Los caracteres y el diseño de corrieron a cargo de Junko Yamanaka y Masatomo Sudo. El tema de opening es "Sunny Side"  y el tema ("Nennensaisai"/年年歳歳 que significa literalmente "Años-Años-de Edad-Edad"), ambos realizados por Yo Hitoto. La serie se agrupa en 26 Episodios y se transmitió en Televisión por Animax Japan a partir del 3 de abril de 2004 y finalizó el 9 de octubre de 2004.[cita requerida]

### Episodios
- 01 - Yuzu tiene 5 años
- 02 - ¡La bola de arroz de Yuzu!
- 03 - ¿Dónde está mamá?
- 04 - Los Crayones de Yuzu
- 05 - La causa de sus lágrimas
- 06 - Adiós, gorro amarillo
- 07 - ¡Uno, dos! ¡Flan!
- 08 - El señor Oso, zanahorias, Papá y Mamá
- 09 - Kokoro, sola
- 10 - Celos
- 11 - Albóndigas, Yuzuyu y Kokoro
- 12 - El Mensaje de Yuzu
- 13 - Mamá
- 14 - Shouta, el de la clase del Cerezo
- 15 - ¡La hermana va a la jornada de puertas abiertas!
- 16 - Hasta pronto, Shou...
- 17 - ¡Piscina! ¡Bañador! ¡Qué miedo!
- 18 - Miki, la pelirroja
- 19 - ¡En formación! ¡Marchen!
- 20 - ¡Quiero volver a casa!
- 21 - Al final del verano...
- 22 - Si fuera mayor
- 23 - Dos almuerzos
- 24 - Una carta para la persona amada
- 25 - El pijama de mamá
- 26 - A todos, los quiero a todos

## Recepción
Según la revista alemana de manga MangasZene, Aishiteruze baby se basa en un estilo típico de los manga shojo, no uniforme, con diseños de grupo y el uso frecuente de screentones. La crítica especializada alabó el uso limpio de los antecedentes y su fidelidad de argumento con el manga, diferenciado los caracteres designados, Maki y el manejo de cuestiones delicadas como el rival, Miki, y el abandono de sus padres, si bien mantienen un tono cómico. En el mismo artículo se describe a la adaptación del anime como uno de los shojo animes más destacados del 2004. La crítica especializada encontró la adaptación del anime como "no tan exitosa como el manga", y según su conclusión que se realiza en un estilo sencillo, pero a su tiempo también elogió la selección de los actores de voz japoneses que dieron vida a los caracteres animados en la serie, así como el tema sentimiento de fijación del opening; que es la canción, "Sunny Side Up." La crítica especializada la Revista especializada T.H.E.M. Anime en sus comentarios elogió el anime como "un profundo y conmovedor drama shojo" dándole una calificación "5 de 5 estrellas". La crítica especializada atribuyó el éxito de la serie en parte al personaje de Yuzuyu, y lo describe como "una niña que en realidad actúa como una niña y no como un adulto". La crítica especializada ha encontrado defectos en el estilo y manejo de la animación, diciendo que podría ser algo mejor y que los diseños de los personajes se asemejan solamente en algo a los diseños del mangaka Maki en la versión original de su obra manga.